# Немања Тубић
Немања Тубић (Београд, 8. април 1984) је бивши српски фудбалер. Играо је на позицији штопера.

## Каријера
Тубић је прошао млађе селекције Партизана, али за први тим није заиграо. Као играч Партизана је током сезоне 2002/03. био позајмљен екипи Раднички Стобекс, која се такмичила у другом рангу такмичења. У зиму 2004. прелази у Чукарички. У дресу овог клуба је дебитовао и у највишем рангу, тадашњој првој лиги СЦГ. Током другог дела сезоне 2004/05. је био на позајмици у Радничком из Обреновца, након чега се вратио у Чукарички и у наредном периоду се усталио у првом тиму овог клуба.
У јануару 2008. одлази на шестомесечну позајмицу у Генк, с тим што је белгијски клуб имао опцију да након истека позајмице потпише трогодишњи уговор са њим. Одиграо је шест првенствених утакмица за Генк током другог дела сезоне 2007/08, након чега је напустио клуб. У фебруару 2009. је потписао уговор са Карпатима из Украјине. У дресу овог клуба је у наредне две и по сезоне одиграо 50 утакмица у Премијер лиги Украјине. Почетком 2011. прелази у руског премијерлигаша Краснодар, и у овом клубу остаје до краја сезоне 2013/14.
У августу 2014. је потписао за БАТЕ Борисов. У дресу белоруског клуба је дебитовао у Лиги шампиона током сезоне 2014/15. Одиграо је девет утакмица у освајању титуле првака Белорусије 2014, након чега је по завршетку сезоне напустио клуб. У јулу 2015. потписује за Ал Хаџер из Саудијске Арабије. Током 2016. године је наступао за норвешког прволигаша Хаугесунд, у чијем дресу је одиграо 12 првенствених утакмица.
У јануару 2017. се вратио у српски фудбал и потписао за суперлигаша Напредак из Крушевца. У дресу Напретка је одиграо 14 утакмица током другог дела сезоне 2016/17. као и три на почетку 2017/18, након чега је споразумно раскинуо уговор са клубом. Након тога је пола године био без клуба, све до фебруара 2018, када је потписао за руског премијерлигаша СКА из Хабаровска. За СКА је наступио на само три утакмице, и након завршетка сезоне 2017/18. је напустио клуб.

## Трофеји

### БАТЕ Борисов
- Првенство Белорусије (1): 2014.